# Albert von Thurn und Taxis (1867–1952)

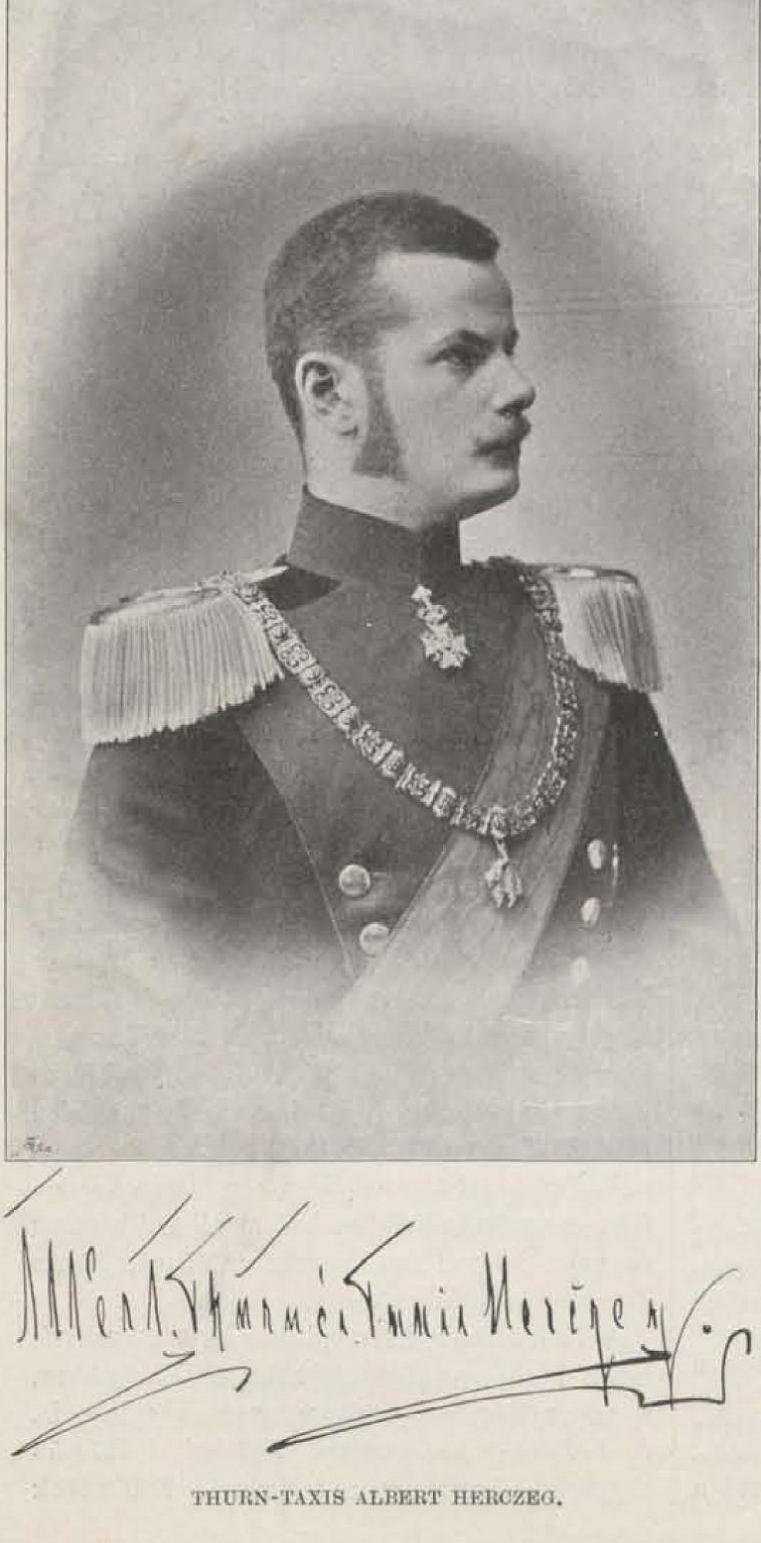
Fürst Albert

Albert Maria Joseph Maximilian Lamoral von Thurn und Taxis (* 8. Mai 1867 in Regensburg; † 22. Januar 1952 ebenda) war von 1888 bis 1918 der achte Fürst von Thurn und Taxis.

## Leben

### Jugend, Ausbildung, Heirat
Als jüngstes von vier Kindern des Erbprinzen Maximilian Anton von Thurn und Taxis (1831–1867) und der Herzogin Helene in Bayern (1834–1890) wurde er am 8. Mai 1867 in Regensburg geboren. Wenige Wochen nach seiner Geburt starb sein Vater, so dass beim Tod des Großvaters Fürst Maximilian Karl (1802–1871) sein Bruder Maximilian Maria (1862–1885) unter Vormundschaft seiner Mutter neuer Fürst von Thurn und Taxis wurde.
Die Kindheit verbrachte Prinz Albert mit seiner Mutter und den drei Geschwistern im Erbprinzenpalais am Bismarckplatz in Regensburg. Wie bei vielen Aristokraten damals üblich, absolvierte er eine Art Studium Universale, er besuchte in Würzburg, Freiburg und Leipzig Vorlesungen in Jura, Nationalökonomie und Kunstgeschichte. Als sein Bruder Fürst Maximilian Maria bereits im Alter von 22 Jahren starb, trat Prinz Albert 18-jährig, ebenfalls unter mütterlicher Vormundschaft, die Nachfolge seines Bruders an. Sein vollständiger Titel lautete damals: Fürst von Thurn und Taxis, Fürst zu Buchau und Fürst von Krotoszyn, gefürsteter Graf zu Friedberg-Scheer, Graf zu Valle-Sassina, auch zu Marchtal, Neresheim etc., Erbgeneralpostmeister. Im Jahre 1899 kam noch der königlich-bayrische Titel eines Herzogs zu Wörth und Donaustauf dazu. Mit der Großjährigkeitserklärung am 8. Mai 1888 war er uneingeschränkt Chef des Fürstlichen Hauses von Thurn und Taxis.

Fürst Albert

Neben einer Vielzahl von Orden und Ehrenzeichen, die er zeit seines Lebens erhielt, war die Aufnahme in den Orden vom Goldenen Vlies wohl die höchste Auszeichnung, die ihm zuteilwurde.
Sie erfolgte am Andreastag, dem 30. November des Jahres 1889 gemeinsam mit zehn anderen Vertretern des europäischen Hochadels, darunter dem späteren Schwiegervater seiner einzigen Tochter, König Friedrich August III. von Sachsen. Fürst Albert war damit das neunte Mitglied des Hauses Thurn und Taxis, das dem höchsten Orden der katholischen Christenheit angehörte.
Beim Regierungsantritt 1888 war Fürst Albert noch unverheiratet. Am 15. Juli 1890 heiratete er in der Siegmundkapelle der Königlichen Burg von Ofen (in Budapest) Erzherzogin Margarethe Klementine von Österreich (1870–1955). Der Erzbischof von Gran und Primas Hungariae, Kardinal János Simor, nahm die Trauung vor. Die aus der ungarischen Linie des österreichischen Kaiserhauses stammende Erzherzogin Margarethe lebte über 60 Jahre mit ihm zusammen. Aus der Ehe gingen sieben Söhne und eine Tochter hervor.

### Erster und Zweiter Weltkrieg und Nachkriegszeit
In den Jahren vor Ausbruch des Ersten Weltkrieges stand das fürstliche Haus Thurn und Taxis finanziell glänzend da. Nie in der gesamten Zeit des Fürsten Albert waren die Gewinne höher und nie waren seine Veranstaltungen und zahlreichen Reisen mit der großen Familie aufwändiger. Das Jahrbuch der Millionäre in Württemberg mit Hohenzollern führt ihn, der der 1. Württembergischen Kammer angehörte, im Jahr 1914 als reichsten Mann Württembergs, mit einem Vermögen von 270 Millionen Mark. Zum Vergleich: das Vermögen des württembergischen Königs Wilhelm II. wurde im selben Jahr nur auf 36 Mio. Mark beziffert. Während des Ersten Weltkrieges fungierte der unmilitärische Fürst Albert als Delegierter und Inspekteur für das Rote Kreuz und das Sanitätswesen. Bei seinen Fahrten an die Front im fürstlichen Salonwagen verzichtete er nicht auf Luxus und großes Gefolge, unterstützte aber auch die Soldaten seines 2. Chevaulegers-Regiments „Taxis“ und ließ in Regensburg das Lazarett Ostheim auf dem Gelände der Zuckerfabrik einrichten, wo auch seine Ehefrau Margarethe als Krankenschwester tätig war.
In der Nachkriegszeit während der Novemberrevolution und der Münchner Räterepublik kam es auch in Regensburg zu Unruhen und zu Gerüchten über geplante Angriffe auf das fürstliche Schloss St. Emmeram. Jedoch wurden der Fürstenfamilie von Bürgermeister und Soldatenräten Sicherheitsgarantien gegeben. Fürst Albert revanchierte sich durch finanzielle Beiträge zum Bau von Kleinwohnungen. Als sich im Januar 1919 die Situation zuspitzte, wurde das Schloss verbarrikadiert und von Soldaten des Regimentes Taxis mit Maschinengewehren gesichert. Letztlich kam es aber auch nach der Ermordung von Kurt Eisner in München Ende Februar 1919 zu keinen Angriffen auf Schloss St. Emmeram. Um in den Wintermonaten der Nachkriegszeit die Not der Bevölkerung zu lindern, gründete Fürst Albert 1919 die fürstliche Notstandsküche. Ab 1923 wurde die Küche zu einer ständigen Einrichtung und  blieb bis zum heutigen Tage erhalten. Im Jahre 1957 kamen erstmals auch 70 Studenten in den Genuss der fürstlichen Küche und noch heute werden bis zu 400 Essen täglich von Montag bis Freitag an Bedürftige ausgegeben. Nach dem Zweiten Weltkrieg ließ Fürst Albert sämtliche fürstlichen Schlösser in und um Regensburg zur Aufnahme der zahlreichen Flüchtlinge öffnen. In das ehemalige Benediktinerkloster Schloss Prüfening zog für kurze Zeit die Philosophisch-theologische Hochschule ein.
Albert war in seinem katholisch und aristokratisch geprägten Selbstverständnis ein Gegner des Nationalsozialismus. Zwar leistete er keinen aktiven Widerstand, musste aber miterleben, dass sein Sohn Karl August im August 1944 verhaftet, in das Landshuter Gestapo-Gefängnis verschleppt und dort bis 1945 inhaftiert wurde. Albert erhielt 1949 die Albertus-Magnus-Medaille der Stadt Regensburg.

### Fürst Albert und seine Ehefrau Margarethe als Künstler, Kunstmäzene und Bauherren

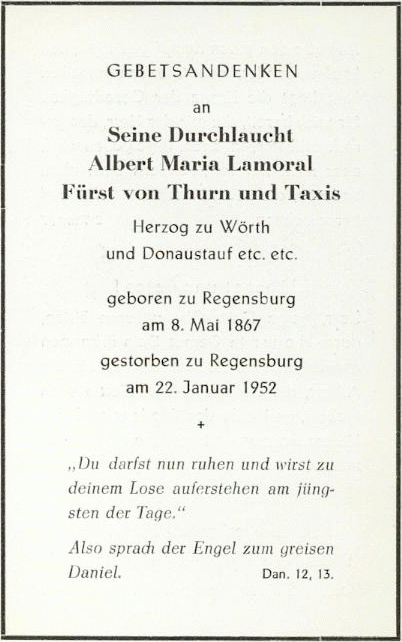
Totenzettel von 1952

Fürst Albert selber spielte Klavier und Orgel und übte sich in privatem Kreise als Bariton. In der Stadt Regensburg war er als Bauherr und Kunstmäzen tätig und unterstützte die verschiedensten kulturellen Aktivitäten. So stiftete er den 14 m hohen Hochaltar, als 1906 bis 1912 die Stadtpfarrkirche St. Josef in Reinhausen gebaut wurde. Sein Wappenbild ziert das Kunstwerk auf Höhe der zentralen Josefsfigur.
Als 1913 aus Anlass des 100. Geburtstages von Richard Wagner in der Walhalla eine Büste des Komponisten aufgestellt werden sollte, bat Fürst Albert den Prinzregenten Luitpold persönlich darum, die Kosten für die Büste und deren Aufstellung übernehmen zu dürfen.
Als Teilentschädigung für den Verlust des Postmonopols bei der Gründung des Königreichs Bayern waren im Jahr 1812 den Fürsten von Thurn und Taxis die Klostergebäude des säkularisierten Reichsstiftes St. Emmeram übereignet worden. Ab 1816 wurden die Gebäude zu einer Residenz umgebaut. Noch zu Zeiten von Fürst Maximilian Maria hatte der Architekt Max Schultze den 150 Meter langen Südflügel des Schlosses (1883–1885) errichtet. Unter der Regentschaft von Fürst Albert wurde der Südflügel ab 1888 im Stil des Neo-Rokoko eingerichtet. In den Jahren 1904 bis 1908 ließ Fürst Albert auch einen neuen, modernen Marstall mit Stallungen und dreigeschossigem Wagenhaus im nördlichen Trakt des neuen Hofmarschallamtes an der Waffnergasse vom fürstlichen Baurat Max Schultze errichten. Nach der Einstellung des Fahrbetriebes und der Auflösung des fürstlichen Marstallamtes (1931) blieben das Wagenhaus und die Geschirrkammern mit ihren Beständen als Marstallmuseum der Fürsten von Thurn und Taxis erhalten.
Kunstsinn und Wohltätigkeit waren auch zwei Haupteigenschaften der Fürstin Margarethe. Sie machte sich nicht nur als Malerin und Bildhauerin in Künstlerkreisen einen Namen, sondern assistierte auch als OP-Schwester in Regensburger Krankenhäusern. Dem Chefarzt Leo Ritter im Krankenhaus der Barmherzigen Brüder stand sie oft bei Operationen zur Seite.

### Ehrungen, Jubiläen und Tod
Fürst Albert erhielt 1913 als erster Rezipient die Goldene Bürgermedaille der Stadt Regensburg. Er wurde 1923 zum Ehrendoktor der Innsbrucker Leopold-Franzens-Universität ernannt. Seit dem Jahre 1922 gab es Bestrebungen der Tiroler, sich vom „roten Wien“ zu lösen und unter einem katholischen Monarchen selbständig zu machen. Da Albert mit einer Habsburgerin verheiratet war und den Tiroler Vorstellungen eines katholischen Regenten entsprach, wollte man dies Ansinnen mit der Verleihung der Ehrendoktorwürde unterstreichen.
Albert war unter anderem Ehrenmitglied der katholischen Studentenverbindungen KDStV Vindelicia München und der KDStV Rupertia Regensburg im CV.
Am 15. Juli 1950 feierten Albert und Margarethe von Thurn und Taxis unter großer Beteiligung des europäischen Hochadels und der Regensburger Bevölkerung ihre Diamantene Hochzeit. Am selben Tag, in derselben Heiligen Messe, heiratete ihre Enkelin Maria Fernanda Franz Josef Prinz von Hohenzollern. Die Stadt Regensburg ehrte das Jubelpaar mit der Ehrenbürgerwürde der Stadt.
Am 22. Januar 1952 starb Albert Fürst von Thurn und Taxis im Alter von 84 Jahren im Regensburger Schloss St. Emmeram. Seine Frau Margarethe starb drei Jahre später am 2. Mai 1955. Beide wurden in der Fürstlichen Gruft des Schlosses beigesetzt. Heute tragen zwei Straßen in Regensburg die Namen des Paares.

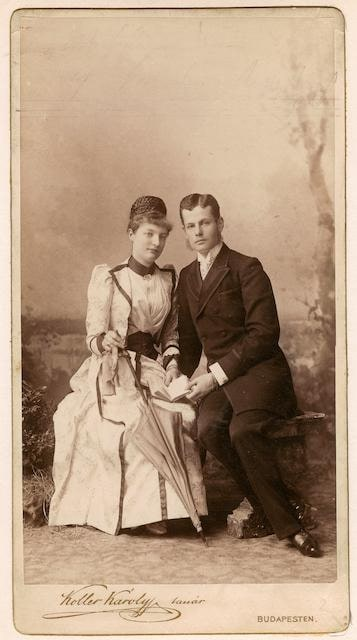
Fürst Albert und Frau Margarethe, 1890

## Titel bis 1919
Bis zur Aufhebung der Standesvorrechte in der Weimarer Republik 1919 trug er nach dem Genealogischen Handbuch des Adels folgende Titel: Fürst zu Buchau und Fürst von Krotoszyn, (seit 1899:) 1. Herzog zu Wörth und Donaustauf, gefürsteter Graf zu Friedberg-Scheer, Graf zu Valle-Sássina, auch zu Marchtal, Neresheim usw., Erbgeneralpostmeister.

## Nachkommen
- Franz Joseph (1893–1971) ⚭ Elisabeth von Braganza
- Joseph Albert (1895–1895)
- Karl August (1898–1982) ⚭ Maria Anna von Braganza
- Ludwig Philipp (1901–1933) ⚭ Elisabeth von Luxemburg (1901–1950)
- Max Emanuel, späterer Name Pater Emmeram OSB (1902–1994)
- Elisabeth Helene (1903–1976) ⚭ Friedrich Christian von Sachsen
- Raphael Rainer (1906–1993) ⚭ Margarete von Thurn und Taxis
- Philipp Ernst (1908–1964) ⚭ Eulalia von Thurn und Taxis.

## Vorfahren
|  |                                                                    |  |  |  |  |  |  |  |  |  |  |  |  |  |  |  |
|  | Karl Alexander von Thurn und Taxis (1770–1827) Fürst               |  |  |  |  |  |  |  |  |  |  |  |  |  |  |  |
|  |                                                                    |  |  |  |  |  |  |  |  |  |  |  |  |  |  |  |
|  |                                                                    |  |  |  |  |  |  |  |  |  |  |  |  |  |  |  |
|  | Maximilian Karl von Thurn und Taxis (1802–1871) Fürst              |  |  |  |  |  |  |  |  |  |  |  |  |  |  |  |
|  |                                                                    |  |  |  |  |  |  |  |  |  |  |  |  |  |  |  |
|  |                                                                    |  |  |  |  |  |  |  |  |  |  |  |  |  |  |  |
|  | Therese zu Mecklenburg (1773–1839) Prinzessin                      |  |  |  |  |  |  |  |  |  |  |  |  |  |  |  |
|  |                                                                    |  |  |  |  |  |  |  |  |  |  |  |  |  |  |  |
|  |                                                                    |  |  |  |  |  |  |  |  |  |  |  |  |  |  |  |
|  | Maximilian Anton von Thurn und Taxis (1831–1867) Erbprinz          |  |  |  |  |  |  |  |  |  |  |  |  |  |  |  |
|  |                                                                    |  |  |  |  |  |  |  |  |  |  |  |  |  |  |  |
|  |                                                                    |  |  |  |  |  |  |  |  |  |  |  |  |  |  |  |
|  | Konrad Heinrich Ernst Friedrich von Dörnberg Freiherr von Dörnberg |  |  |  |  |  |  |  |  |  |  |  |  |  |  |  |
|  |                                                                    |  |  |  |  |  |  |  |  |  |  |  |  |  |  |  |
|  |                                                                    |  |  |  |  |  |  |  |  |  |  |  |  |  |  |  |
|  | Wilhelmine von Dörnberg (1803–1835) Reichsfreiin von Dörnberg      |  |  |  |  |  |  |  |  |  |  |  |  |  |  |  |
|  |                                                                    |  |  |  |  |  |  |  |  |  |  |  |  |  |  |  |
|  |                                                                    |  |  |  |  |  |  |  |  |  |  |  |  |  |  |  |
|  | Wilhelmine Sophie von Glauburg Freiin                              |  |  |  |  |  |  |  |  |  |  |  |  |  |  |  |
|  |                                                                    |  |  |  |  |  |  |  |  |  |  |  |  |  |  |  |
|  |                                                                    |  |  |  |  |  |  |  |  |  |  |  |  |  |  |  |
|  | Albert von Thurn und Taxis (1867–1952) Fürst                       |  |  |  |  |  |  |  |  |  |  |  |  |  |  |  |
|  |                                                                    |  |  |  |  |  |  |  |  |  |  |  |  |  |  |  |
|  |                                                                    |  |  |  |  |  |  |  |  |  |  |  |  |  |  |  |
|  | Pius August in Bayern (1786–1837) Herzog in Bayern                 |  |  |  |  |  |  |  |  |  |  |  |  |  |  |  |
|  |                                                                    |  |  |  |  |  |  |  |  |  |  |  |  |  |  |  |
|  |                                                                    |  |  |  |  |  |  |  |  |  |  |  |  |  |  |  |
|  | Max Joseph in Bayern (1808–1888) Herzog in Bayern                  |  |  |  |  |  |  |  |  |  |  |  |  |  |  |  |
|  |                                                                    |  |  |  |  |  |  |  |  |  |  |  |  |  |  |  |
|  |                                                                    |  |  |  |  |  |  |  |  |  |  |  |  |  |  |  |
|  | Amalie Luise von Arenberg (1789–1823) Prinzessin                   |  |  |  |  |  |  |  |  |  |  |  |  |  |  |  |
|  |                                                                    |  |  |  |  |  |  |  |  |  |  |  |  |  |  |  |
|  |                                                                    |  |  |  |  |  |  |  |  |  |  |  |  |  |  |  |
|  | Helene in Bayern (1834–1890) Herzogin                              |  |  |  |  |  |  |  |  |  |  |  |  |  |  |  |
|  |                                                                    |  |  |  |  |  |  |  |  |  |  |  |  |  |  |  |
|  |                                                                    |  |  |  |  |  |  |  |  |  |  |  |  |  |  |  |
|  | Maximilian I. Joseph (1756–1825) König von Bayern                  |  |  |  |  |  |  |  |  |  |  |  |  |  |  |  |
|  |                                                                    |  |  |  |  |  |  |  |  |  |  |  |  |  |  |  |
|  |                                                                    |  |  |  |  |  |  |  |  |  |  |  |  |  |  |  |
|  | Ludovika Wilhelmine von Bayern (1808–1892) Prinzessin              |  |  |  |  |  |  |  |  |  |  |  |  |  |  |  |
|  |                                                                    |  |  |  |  |  |  |  |  |  |  |  |  |  |  |  |
|  |                                                                    |  |  |  |  |  |  |  |  |  |  |  |  |  |  |  |
|  | Karoline von Baden (1776–1841) Prinzessin                          |  |  |  |  |  |  |  |  |  |  |  |  |  |  |  |
|  |                                                                    |  |  |  |  |  |  |  |  |  |  |  |  |  |  |  |
|  |                                                                    |  |  |  |  |  |  |  |  |  |  |  |  |  |  |  |